# Paian (Lied)
Ein Paian, m. (altgriechisch Παιάν „Nothelfer“), auch Päan oder Paion (Παιών), ist ein feierlicher Gesang der Musik der griechischen Antike, der ursprünglich im Zusammenhang mit der Verehrung des Gottes Apollon steht.
Er konnte Bitten an den Gott oder Dank für Erhörung von Gebeten ausdrücken, bei Prozessionen zur Ehrung der Gottheit dienen oder zur Abwehr von Übel eingesetzt werden. Unklar ist, ob es einen Zusammenhang zum Gott Paian gibt, der in der Ilias Homers als Heilgott erwähnt wird, in der späteren altgriechischen Literatur aber oft mit Apollon gleichgesetzt wird. Neben Apollon wurden auch andere Götter, darunter sein Sohn Asklepios, durch Paiane verehrt. Ab der klassischen Zeit entstanden auch Paiane als Ehrungen für Menschen. Laut Plutarch wurde der spartanische Feldherr Lysander als Erster auf diese Weise geehrt.